# Olexandr (Pavlovyč)
Olexandr (světským jménem: Andronyk Ivanovyč Pavlovyč; 17. května 1799, Kobrynova Hreblja – 8. listopadu 1874, Kyjev) byl ukrajinský duchovní Ruské pravoslavné církve a biskup poltavský a perejaslavský.

## Život
Narodil se 17. května 1799 ve vesnici Kobrynova Hreblja Kyjevské gubernie v rodině kněze.
Nastoupil na Kyjevskou duchovní akademii, kterou dokončil 17. července 1817. Byl rukopoložen na diákona a stal se učitelem latiny při metropolitním chóru v Kyjevě.
Dne 15. června 1820 byl rukopoložen na jereje a určen pro službu v Polockém pěším pluku. Od roku 1827 sloužil v Ryžanivce.
Roku 1832 byl na vlastní žádost přeložen k Alexopolskému pěšímu pluku, kde působil téměř 15 let.
Dne 12. prosince 1841 byl povýšen na protojereje.
V letech 1847–1853 byl představeným Solombalského chrámu Proměnění Páně v archangelské eparchie. Zde ukázal nejlepší stránky své povahy. Byl příkladným knězem, pomocník vdov a sirotků.
Dne 20. června 1853 byl biskupem Christoforem (Emmausským) postřižen na monacha se jménem Olexandr. Následující den byl povýšen na archimandritu. Dne 25. července stejného roku byl ustanoven představeným Soloveckého monastýru.
Poté co Britové roku 1854 zaútočili na monastýr s cílem dobýt Solovecké ostrovy, ukázal se jako skutečný vlastenec. Odmítl nabídku Britů, aby se monastýr vzdal, a místo toho všechny vyzval k intenzivní modlitbě. Britové zastavili bombardování a ustoupili
Dne 17. listopadu 1857 byl v katedrálním chrámu Ikony Matky Boží Kazaňské rukopoložen na biskupa archangelského a cholmogorského. Hlavním světitelem byl metropolita novgorodský a petrohradský Grigorij (Postnikov).
Dne 13. září 1860 byl převeden na poltavskou katedru.
Dne 17. listopadu 1862 byl na vlastní žádost penzionován.
Během penze ho zachvátilo zoufalství z všedního života. Dne 17. června 1864 se obrátil na Nejsvětější synod s žádostí, aby do jeho správy byl svěřen Vydubycký monastýr. Žádosti bylo vyhověno.
V lednu 1868 odešel na pouť do Jeruzaléma a na horu Athos. Během cesty světil diákony, jereje a archimandrity. V září 1868 se vrátil do Kyjeva. Po návratu se zhoršil jeho zdravotní stav. Často navštěvoval Kyjevskopečerskou lávru, rozdával almužny a přijímal ve své celé každého, kdo si přišel pro radu či pomoc.
Zemřel 8. listopadu 1874. Jeho tělo bylo pohřbeno o dva dny později v Dálných jeskyních lávry.